# Coniolo
Coniolo – miejscowość i gmina we Włoszech, w regionie Piemont, w prowincji Alessandria.
Według danych na styczeń 2010 gminę zamieszkiwało 479 osób przy gęstości zaludnienia 46,3 os./1 km².